# Douglas E. Soltis
Douglas E. Soltis ( n. 1958 ) es un botánico estadounidense. Es Profesor Asistente, y curador del Laboratorio de Sistemática Molecular y Genética Evolutiva, del Museo de Historia Natural de Florida, Universidad de Florida.
En 1986, obtuvo el Ph.D. por la Universidad de Kansas.
Realiza investigaciones en la familia Costaceae en evolución molecular, desarrollo floral, y biogeografía. Publica habitualmente en Anales del Jardín Botánico de Misuri.

## Algunas publicaciones
- douglas e. Soltis, pamela s. Solits, walter s. Judd. Gunneridae. En: P.D. Cantino, J.A. Doyle, S.W. Graham, W. S. Judd, R.G. Olmstead, D. E. Soltis, P.S. Soltis & M.J. Donoghue. 2007. Towards a phylogenetic nomenclature of Tracheophyta. Taxon 56 (3): 822–846

- pamela s. Soltis, douglas e. Soltis. 2004. The origin and diversification of angiosperms. Am. J. of Botany 91: 1614-1626

- douglas e. Soltis, pamela s. Solits, j.c. Pires, a. Kovarik, j. Tate, e. Mavrodiev. 2004. Recent and recurrent polyploidy in Tragopogon (Asteraceae): cytogenetic, genomic, and genetic comparisons. Biological J. of the Linnean Soc. 82:485–501

- s. Kim, v.a. Albert, m-j. Yoo, j.s. Farris, p.s. Soltis, douglas e. Soltis. 2004. Pre-angiosperm duplication of floral genes and regulatory tinkering at the base of angiosperms. Am. J. of Botany 91: 2102-2118

- j.c. Pires, k.y. Lim, a. Kovarík, r. Matyásek, a. Boyd, a.r. Leitch, i.j. Leitch, m.d. Bennett, p.s. Soltis, douglas e. Soltis. 2004. Molecular cytogenetic analysis of recently evolved Tragopogon (Asteraceae) allopolyploids reveal a karyotype that is additive of the diploid progenitors. Am. J. of Botany 91: 1022-1035

- t.j. Davies, t.g. Barraclough, m.w. Chase, p.s. Soltis, douglas e. Soltis, v. Savolainen. 2004. Darwin's abominable mystery: Insights from a supertree of the angiosperms. Proceedings of the National Academy of Sciences, USA 101: 1904-1909.

- l.p. Ronse DeCraene, p.s. Soltis, douglas e. Soltis. 2003. Evolution of floral structures in basal angiosperms. International Journal of Plant Sciences 164: S329-S363.

- angiosperm phylogeny group ii. 2003. An update of the Angiosperm Phylogeny Group classification for the orders and families of flowering plants: APG II. Bot. J. of the Linnean Soc. 141: 399-436

- pamela s. Soltis, douglas e. Soltis, v. Savolainen, p.r. Crane, t. Barraclough. 2002. Rate heterogeneity among lineages of land plants: integration of molecular and fossil data and evidence for molecular living fossils. Proc. of the National Academy of Sci. USA 99: 4430-4435

- douglas e. Soltis, pamela s. Soltis, v.a. Albert, d.g. Oppenheimer, c.w. dePamphilis, h. Ma, m.w. Frohlich, g. Theissen. 2002. Missing links: the genetic architecture of the flower and floral diversification. Trends in Plant Sci. 7:22–30

- douglas e. Soltis, pamela s. Solits, m.w. Chase, m.e. Mort, d.c. Albach, m. Zanis, v. Savolainen, w.h. Hahn, s.b. Hoot, m.f. Fay, m. Axtell, s.m. Swensen, l.m. Prince, w.j. Kress, k.c. Nixon, j.s. Farris. 2000. Angiosperm phylogeny inferred from a combined data set of 18S rDNA, rbcL, and atpB sequences. Bot. J. of the Linnean Soc. 133:381–461

- pamela s. Soltis, douglas e. Soltis, m.w. Chase. 1999. Angiosperm phylogeny inferred from multiple genes: A research tool for comparative biology. Nature 402: 402-404

- douglas e. Soltis, m.a. Gitzendanner, d.d. Strenge, pamela s. Soltis. 1997. Chloroplast DNA intraspecific phylogeography of plants from the Pacific Northwest of North America. Plant Systematics and Evolution 206:353–375

- ---------------------, pamela s. Soltis. 1993. Molecular data facilitate a reevaluation of traditional tenets of polyploid evolution. Critical Reviews in Plant Sciences 12:243–273

- ---------------------, --------------------. 1990. Isozyme evidence for ancient polyploidy in primitive angiosperms. Systematic Botany 15:328–337

- ---------------------, --------------------. 1989. Isozymes in Plant Biology. Portland, Oregon Dioscorides Press

### Libros
- douglas e. Soltis, pamela s. Soltis. 2006. Developmental genetics of the flower. Volumen 44 de Advances in botanical research incorporating advances in plant pathology. Edición ilustrada de Academic Press, 616 pp. ISBN	0120059444 en línea

- ---------------------. 2006. Comparative phylogeography of unglaciated eastern North America. Editor Blackwell, 4.293 pp.

- ---------------------. 2005. Phylogeny and evolution of angiosperms. Edición ilustrada, reimpresa de Sinauer Associates, 370 pp. ISBN 0878938176

- ---------------------, --------------------, jeff j. Doyle. 1998. Molecular systematics of plants two. Volumen 2. Edición ilustrada de Springer, 574 pp. ISBN 0412111217 en línea

- ---------------------. 1993. rbcL sequence data and Phylogenetic reconstruction in seed plants. Volumen 80, Número 3 de Annals (Missouri Botanical Garden). Contribuidores Gerard Zurawski, Michael T. Clegg. Editor Missouri Botanical Garden, 263 pp.

- pamela s. Soltis, douglas e. Soltis, jeff J. Doyle. 1992. Molecular systematics of plants. Editor Springer, 434 pp. ISBN 0412022419 en línea

- douglas e. Soltis, p.s. Soltis. 1990. Isozymes in plant biology. Edición ilustrada de Springer, 268 pp. ISBN 0412365006 en línea

- ---------------------. 1980. A biosystematic study of Sullivantia and related studies in the saxifragaceae. Editor Indiana University, 474 pp.

## Honores
Miembro de
- Sociedad Estadounidense de Taxónomos Vegetales, y galardonado en 2006 con el Galardón Asa Gray[3]

- La abreviatura «Soltis» se emplea para indicar a Douglas E. Soltis como autoridad en la descripción y clasificación científica de los vegetales.[4]